# کهیاز
کهیاز (اردستان)، روستایی از توابع بخش زواره شهرستان اردستان در استان اصفهان ایران است. کهیاز از دو کلمه کُه به معنی کوه و یاز به معنی بین تشکیل شده و به معنی بین کوه می‌باشد. این روستا میان دو کوه خرس کوه و شیرخوانی قرار دارد. در حال حاضر این روستا با نام قهیاز ثبت شده‌است.
کهیاز (قهیاز) روستایی است از توابع شهرستان اردستان در استان اصفهان؛ که نام محلی روستا کهیاز می‌باشد.
کهیاز روستایی کوهستانی است که در دامنه کوه شیر خانی قراردارد. ساکنان اصلی روستا زرتشتیان پارسایی بودند که در خدمت آتشکده مهر اردشیر اردستان بودند که پس از فتح ایران و تسلط اعراب بر ایران، توسط اعراب عامری به تملک درآمد. و امروزه اثری جز خانه‌های ویران از زرتشتیان و موبد آنان باقی نمانده‌است.
محصولات دیم این روستا شامل انجیر کوهی زرشک دانه دا، سماغ، بنه … می‌باشد.
و محصولات باغی آن شامل گردو- بادام - انار - قیسی- زرد آلو - سنجد- توت -کویج و … می‌باشد.
در سال‌های بین ۱۳۵۰ تا ۱۳۶۰ نیز سکنه ده از وجود یوز در کوه‌ها و دیده شدن آن توسط اهالی خبر می‌دادند اما در ۳۰سال گذشته شواهدی از وجود یوز در کوهستان‌های کهیاز به چشم نخورده‌است.
روستای کهیاز در مسیر جاده ۷۱ جنوبی کشور و مابین اردستان و نایین در استان اصفهان می‌باشد و تا شهر اصفهان حدوداً ۱۱۰ کیلومتر فاصله دارد
کهیاز (قهیاز) علیرغم قرارگیری در ناحیه کویری دارای آب و هوای مطلوب در فصل بهار و اواخر پاییز بوده و باغ‌هایی که در آن انواع میوه‌های توت - انار-انگور- بادام - گردو -سیب- گلابی- انجیر و … وجود دارد و همچنین تنوع زیستی و جانوری آن این مکان را به یکی از مناظر زیبای طبیعی تبدیل کرده‌است تا آجا که کل منطقه را منطقه شکار ممنوع کهیاز می‌گویند.
قهیاز در فرهنگ لغت دهخدا این چنین توصیف شده‌است:
قهیاز. [ق َ] (اِخ) دهی است از دهستان پائین شهرستان اردستان، سکنهٔ آن ۱۱۱۰ تن. آب آن از قنات. محصول آن غلات، انار، محصولات حیوانی و شغل اهالی آنجا زراعت است. راه ماشین رو دارد. (از فرهنگ جغرافیایی ایران ج ۱۰).

## جمعیت
این روستا در دهستان سفلی قرار دارد و براساس سرشماری مرکز آمار ایران در سال ۱۳۸۵، جمعیت آن ۵۴ نفر (۲۰خانوار) بوده‌است. در روزهای تعطیل و مراسم مذهبی مانند روزهای عاشورا و تاسوعا جمعیت ساکن در قهیاز به بیش از ۱۲۰۰ نفر می‌رسد.